# Rodeo (kommun)
Rodeo är en kommun i Mexiko.   Den ligger i delstaten Durango, i den centrala delen av landet, 800 km nordväst om huvudstaden Mexico City.
Följande samhällen finns i Rodeo:
- Rodeo
- Leandro Valle
- Hidalgo de San Antonio
- Los Amoles
- Tierra Blanca
- Francisco Zarco
- Labor de Guadalupe
- Buenavista